# Втори шанс (теленовела, 2005)
Втори шанс (на испански: El cuerpo del deseo, букв. пр. Тялото на желанието) е американска теленовела, продуцирана от Telemundo-RTI за Телемундо през 2005 – 2006 г. Базиран е на колумбийската теленовела В чуждо тяло от 1992 г., създадена от Хулио Хименес.
В главните роли са Марио Симаро, Лорена Рохас, Мартин Карпан, Ванеса Вийела и Ерик Елиас.

## Актьори
- Марио Симаро – Салвадор Черинца / Педро Хосе Доносо
- Лорена Рохас – Изабел Аройо Маседо
- Андрес Гарсия – Педро Хосе Доносо
- Мартин Карпан – Андрес Корона
- Ванеса Вийела – Анхела Доносо
- Роберто Мол – Валтер Франко
- Жанет Лер – Гаетана Чари
- Ерик Елиас – Антонио Домингес
- Диана Осорио – Валерия Гусман Маседо
- Марта Пиканес – Ребека Маседо
- Анна Силвети – Абигейл Домингес
- Пабло Азар – Симон Домингес
- Ядира Сантана – Вирхиниана „Вики“ де ла Санта Круз Кандела
- Розалинда Родригес – Канталисия Муньетон де Черинца
- Вивиан Руис – Гуадалупе Флорес
- Едуардо Серано – Фелипе Мадеро
- Лиз Колеандро – Сатурнина Маседо
- Емануел Кастило – Салвадор Алонсо Серинца Муньетон „Мончо“
- Сабрина Олмедо – Матилда Серано
- Ариана Колтелачи – Консуело Гереро
- Рубен Камело – Падре Якобо Мадеро
- Ксавие Коронел – Родриго Домингес
- Джони Асеро – Хайме Окампо
- Кармен Оливарес – Фатима
- Габриел Траверсари – д-р Валенсия
- Алчира Гил – Доня Лилия
- Рубен Дарио Гомес – Фермин
- Ервин Дорадо – Авенданьо
- Мерседес Енрикес – Висентина
- Хулиета Гарсия – Клара
- Соня Ноеми Гонсалес – Пилар Морено
- Хосуе Гутиерес – Пабло „Паблито“
- Гонсало Мадурга – Карлос Белаунде
- Хуан Троя – Евелио Артуро Рамирес
- Фидел Перес Мишел – д-р Алехандро Робледо
- Силвестре Рамос – Камило

## Премиера
Премиерата на „Тялото на желанието“ е на 18 юли 2005 г. по Телемундо.

## Версии
- В чуждо тяло, колумбийска теленовела от 1992 г., продуцирана от RTI Televisión, с участието на Ампаро Грисалес и Данило Сантос.
- В друга кожа, американска теленовела от 2014 г., продуцирана от Телемундо, с участието на Мария Елиса Камарго и Давид Чокаро.
- Вторият шанс, угандийска теленовела от 2016 г., продуцирана от NTV Uganda, с участието на Стела Нантумбве, Роджър Мугиша, Анита Фабиола и Лаура Кахунде.
- Любов до смърт, мексиканска теленовела от 2018 г., продуцирана от W Studios и Lemon Studios за Телевиса, с участието на Анжелик Бойер, Майкъл Браун, Клаудия Мартин и Алехандро Нонес..
- Вторият шанс, тайландска теленовела от 2023 г., продуцирана от канала One 31, с участието на Напон Гомарачун, Джираю Тантракул и Сириторн Лиарамват.

## В България
В България теленовелата е излъчена през 2006 г. по Нова телевизия.